# Gert Schaefer (actor)
Gert Schaefer (17 de octubre de 1955 - 20 de agosto de 2014) fue un actor teatral, cinematográfico y televisivo alemán.

## Biografía
Nacido en Gotinga, Alemania, Schaefer era hijo de los actores Gert Karl Schaefer y Eva Brumby. Tras un compromiso como actor teatral con el Theater für Niedersachsen de Hannover en 1988,  posteriormente trabajó en el Deutsches Theater de Gotinga, el Festival de Bad Hersfeld y el Ernst Deutsch Theater de Hamburgo. 
En años posteriores, Schaefer trabajó en numerosas producciones cinematográficas y televisivas, entre ellas la serie juvenil Schloss Einstein, en la que interpretaba a Heinz August Pasulke. Sin embargo, en enero de 2014 hubo de dejar la serie por problemas de salud. El 28 de agosto se comunicaba que Schaefer había fallecidos el 20 de agosto tras una larga enfermedad.

## Filmografía
- 1958 : Rocník 21
- 1964 : Die Verschwörung des Fiesco zu Genua (TV)
- 1968 : Über den Gehorsam. Szenen aus Deutschland, wo die Unterwerfung des eigenen Willens unter einen fremden als Tugend gilt (TV)
- 1969 : Die Räuber (TV)
- 1969 : Der Kidnapper (TV)
- 1970 : Industrielandschaft mit Einzelhändlern (TV)
- 1970 : Fröhliche Weihnachten (TV)
- 1971 : Ein Fest für Boris (TV)
- 1972 : Die Dreigroschenoper (TV)
- 1978 : Loriot (serie TV)
- 1978 : 1982: Gutenbach (TV)
- 1979 : Die Hamburger Krankheit
- 1981 : Und ab geht die Post (TV)
- 1982 : Kreisbrandmeister Felix Martin (serie TV): episodio Die Spur zum roten Hahn
- 1987 - 2012 : Der Landarzt (serie TV)
- 1990 : Das Erbe der Guldenburgs (serie TV): episodio Das fremde Land
- 1991 : Schwarz Rot Gold (serie TV): episodio Schmutziges Gold
- 1991 - 1999 : Die Männer vom K3 (serie TV): episodios Narkose fürs Jenseits y Jugendliebe
- 1994 - 1996 : Freunde fürs Leben (serie TV): episodios Sommerloch y Götterdämmerung
- 1996 : Mensch, Pia! (serie TV): episodios Eine Party fürs Leben, Ich bin ich y Ich bleib' hier
- 1997 : Faust (serie TV): episode Powerslide
- 1997 : Die Feuerengel (serie TV): episodio Unter Druck
- 1998 : Alerta Cobra (serie TV): episodio Faule Äpfel
- 1998 - 2013 : Schloss Einstein (serie TV): 304 episodios
- 1999 : Adelheid und ihre Mörder (serie TV): episodio Sondereinsatz
- 1999 : Drei mit Herz (serie TV): episodio Das liebe Geld
- 2000 - 2002 : Einsatz in Hamburg (serie TV): episodios Tod am Meer, Ende der Angst y Stunde der Wahrheit
- 2001 : Polizeiruf 110 (serie TV): episodio Die Frau des Fleischers
- 2003 : Die Rettungsflieger (serie TV): episodio Schmerzhafte Erfahrungen
- 2003 : Die Kinder vom Alstertal (serie TV): episodio Großeinsatz im Hühnerstall
- 2003 : Sulla
- 2003 : Mann gesucht, Liebe gefunden (TV)
- 2003 - 2010 : Unser Charly (serie TV): episodios Wechselspiele y Große und kleine Geheimnisse
- 2003 - 2013 : Tatort (serie TV): episodios Mietsache y Borowski und der brennende Mann
- 2008 : Leo und Marie - Eine Weihnachtsliebe (TV)
- 2010 : Küss dich reich (TV)
- 2011 : Fischer fischt Frau (TV)
- 2012 : SOKO Wismar (serie TV): episodio Die Mörderspinne